# Partido judicial de Bande
El Partido judicial de Bande es uno de los 45 partidos judiciales en los que se divide la Comunidad Autónoma de Galicia, siendo el partido judicial n.º 8 de la provincia de Orense.
Comprende a las localidades de Bande, Calvos de Randín, Entrimo, Lobeira, Lobios, Muíños, Padrenda y Verea.
La cabeza de partido y por tanto sede de las instituciones judiciales es Bande. La dirección del partido se sitúa en la Calle Calvo Sotelo de la localidad. Bande cuenta con un Juzgado de Primera Instancia e Instrucción.